# Tochukwu Oluehi
 (avril 2025).
Tochukwu Oluehi, née 2 mai 1987, est une footballeuse nigériane. Elle joue comme gardienne de but dans différents clubs jusqu'à 37 ans, et participe également à de nombreux tournois internationaux à ce poste dans son équipe nationale.

## Biographie

### Parcours en club
Après des débuts au Nigeria, elle joue pour FK Bobrouitchanka, le club biélorusse basé à Babrouïsk. À ce titre, elle participe à la Ligue des champions 2013-2014. Puis elle revient dans l'équipe nigériane du Rivers Angels FC, le club de Port Harcourt. En avril 2016, Tochukwu Oluehi et sa compatriote Cecilia Nku (en) quittent Rivers Angels pour rejoindre le club norvégien Medkila IL (en), dans le Championnat de Norvège. Elle retourne ensuite, à nouveau, aux Rivers Angels, tout en ne cachant pas son envie de rejouer un jour en Europe,. En septembre 2022, elle s'installe en Turquie et rejoint Hakkarigücü Spor pour disputer la Super League féminine-turque 2022-23, avant de signer en 2023 avec l'Eastern Flames FC, un club de football féminin basé à Dhahran en Arabie saoudite, avant de mettre fin à 37 ans à sa carrière de joueuse professionnelle.

### Parcours en équipe nationale
Elle a été longtemps la gardienne remplaçante de Precious Dede, de sept ans son aînée, dans l'équipe du Nigeria, et a été appelée à ce titre dans son équipe nationale à plusieurs reprises, notamment pour les coupes du monde de 2007 et  2011, ainsi que dans le tournoi aux Jeux olympiques. Precious Dede a pris sa retraite de joueuse après la coupe du monde de 2015. 
En 2018, à 31 ans, Tochukwu Oluehi a joué un rôle déterminant dans les victoires de son équipe durant la Coupe d'Afrique des Nations. Elle n’a encaissé qu’un seul but dans cette compétition, et a impressionné les Camerounaises en demi-finale puis les Sud-Africaines en finale lors des séances de tirs au but, en repoussant quatre tentatives adverses. Elle est alors considérée comme l’un des principaux atouts de cette équipe nigériane,,. Tochukwu Oluehi joue pour le Nigeria lors de quatre Coupes du monde, en 2007, 2011, 2019 et 2023 respectivement. Elle est également membre de son équipe nationale pour quatre Coupe d'Afrique des nations féminine de football : en 2010, 2012, 2018 et 2022. Elle a été le seul membre survivant dans cette équipe nationale de l'équipe des Super Falcons des Jeux olympiques d'été de 2008 à Pékin,à faire partie de l'équipe pour les Jeux olympiques d'été de 2024 à Paris.

## Palmarès

### En équipe nationale
Nigeria
- Vainqueur de la Coupe d'Afrique des nations 2024